# 坂本和城
坂本 和城（さかもと かずき、1980年5月13日 - ）は、日本の元ラグビー選手。　

## 経歴
2015年に現役を引退した。